# 文佐内
文佐内（義大利語：Venzone），是意大利弗留利-威尼斯朱利亚大区乌迪内省的一个市镇。总面积54平方公里，人口2206人，人口密度40.9人/平方公里（2009年）。ISTAT代码为030131。